# Pipilotti Rist

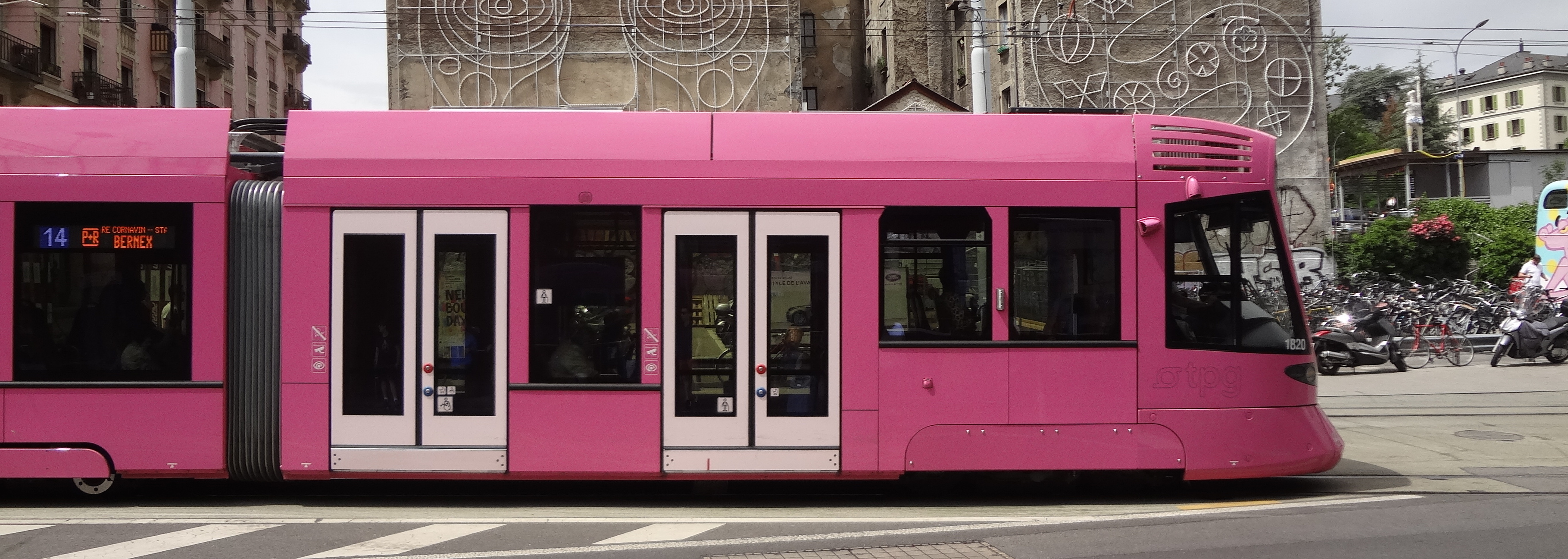
Arte contemporanea. Pipilotti Rist (2016). Monocromo rosa. Rue de la Pépinière, dietro la stazione Cornavin.

Elisabeth Charlotte Rist, detta Pipilotti (Grabs, 21 giugno 1962), è un'artista svizzera, attiva nel campo della videoarte.

## Biografia
Nata a Zurigo nel 1962, Pipilotti Rist, pseudonimo di Elisabeth Charlotte Rist, studia presso l'Istituto di Arti Applicate di Vienna e la Scuola di Design di Basilea. Il suo lavoro, talvolta ambientale e definito dai valori della dissolvenza di immagini, nasce da una ricerca sulle varie inclinazioni della cultura popolare contemporanea nonché sulle tematiche del corpo e della sessualità femminile.
Attiva principalmente nella videoarte, esordisce con la sua prima mostra personale nel 1984. Inoltre, dal 1988 al 1994, in qualità di musicista e performer, milita nel gruppo Les Reines Prochaines. Nel 1997 partecipa alla Biennale di Venezia, dove ritorna nel 2005, e riceve il Premio 2000.
Nel 2009 il suo primo lungometraggio, Pepperminta, viene presentato al 66º Festival Internazionale del Cinema di Venezia.
Nel corso della sua carriera espone in vari contesti e musei internazionali, tra cui il Centro Pompidou di Parigi, la Hayward Gallery di Londra, il New Museum of Contemporary Art di New York e il Museum of Contemporary Art Australia di Sydney.

## Film, video e video installazioni
- 1984 - St. Marxer Friedhof (Sankt Marx Cemetery) - 4 minuti.
- 1986 - Das Gute (The Good) - 9 minuti.
- 1986 - I'm Not The Girl Who Misses Much - 7:45 minuti. - Link Link 2 (Real Video).
- 1987 - Sexy Sad I - 4:36 minuti Link.
- 1988 - (Entlastungen) Pipilottis Fehler ((Discharges) Pipilottis Mistakes) - 11:10 minuti Link Archiviato il 1º febbraio 2008 in Internet Archive..
- 1988 - Japsen. With Muda Mathis - 12 minuti.
- 1989 - Die Tempodrosslerin saust. With Muda Mathis - 14 mit.
- 1990 - You Called Me Jacky - 4 minuti Link Archiviato il 1º febbraio 2008 in Internet Archive..
- 1992 - Pickelporno - 12 minuti Link Link 2 Archiviato il 20 aprile 2008 in Internet Archive..
- 1992 - Als der Bruder meiner Mutter geboren wurde, duftete es nach wilden Birnenblüten vor dem braungebrannten Sims (When My Mother's Brother Was Born, It Smelt of Pear Flowers Before the Brown Cornice) - 4 minuti Link.
- 1992 - Blue Bodily Lettre.
- 1993 - Blutclip - 2:50 minuti Link.
- 1994 - Selbstlos im Lavabad (Selfless in the Bath of Lava).
- 1995 - I'm a Victim Of This Song - 5 minuti.
- 1996 - Sip My Ocean - 8 minuti.
- 1997 - Ever Is Over All.
- 1998 - Remake of the Weekend Link.
- 1999 - Regenfrau (I am called a plant).
- 1999 - Extremities.
- 1999 - Vorstadthirn (Suburban Brain).
- 2000 - Open My Glade - 1 Min. Link Archiviato il 20 aprile 2008 in Internet Archive..
- 2000 - Himalaya's Sister's Living Room.
- 2000 - Closet Circuit.
- 2001 - The Belly Button Like a Village Square Link.
- 2001 - Fliederstrudel (Fünf Uhr).
- 2001 - Related Legs Link.
- 2004 - Herbstzeitlose.
- 2005 - Homo sapiens sapiens - Gry Bay homepage with clip Archiviato il 12 marzo 2008 in Internet Archive.

## Premi
- 1988 - Prize of the Feminale, Colonia
- 1991 - Swiss Federal Arts Scholarship
- 1994 - Manor-Prize, San Gallo
- 1994 - Video Art Prize, Swiss Bank Corporation
- 1995 - Scholarship, German Academic Exchange Service (DAAD)
- 1997 - Premio 2000, Biennale di Venezia
- 1998 - Nomination, Hugo Boss Prize
- 1999 - Wolfgang-Hahn-Preis
- 2001 - Art Prize, City of Zurich
- 2004 - 01 Award und Honorary Professorship, Universität der Künste, Berlin
- 2009 - Special Award, Seville European Film Festival
- 2009 - Joan Miró Prize[13]

## Pubblicazioni
- 1998 - Himalaya, Pipilotti Rist 50 kg, incl. CD we can't. Oktagon Verlag: Cologne. ISBN 3-89611-072-1.
- 1998 - Remake of the Weekend. incl.. CD. Oktagon: Cologne. ISBN 3-89611-046-2.
- 2001 - Pipilotti Rist. With contributions by Peggy Phelan, Hans Ulrich Obrist, Elisabeth Bronfen. Phaidon: London. ISBN 0-7148-3965-5.
- 2001 - Apricots Along The Street. Scalo: Zurich/Berlin/New York, ISBN 3-908247-50-0.
- 2004 - Jestem swoja wlasna obca swinia (Ich bin mein eigenes fremdes Schwein/I am my own foreign pig). with Birgit Kempker. Centre for Contemporary Art/Centrum Sztuki Współczesnej: Warsaw. ISBN 83-88277-13-8.